# Episodi di Robot Chicken (terza stagione)
La terza stagione della serie animata Robot Chicken, composta da 20 episodi, è stata trasmessa negli Stati Uniti da Adult Swim dal 12 agosto 2007 al 5 ottobre 2008.
In Italia la stagione è inedita.
| n° | Titolo originale                             | Prima TV USA      |
| -- | -------------------------------------------- | ----------------- |
| 1  | Werewolf vs. Unicorn                         | 12 agosto 2007    |
| 2  | Squaw Bury Shortcake                         | 19 agosto 2007    |
| 3  | Rabbits on a Roller Coaster                  | 26 agosto 2007    |
| 4  | Tapping a Hero                               | 2 settembre 2007  |
| 5  | Shoe                                         | 9 settembre 2007  |
| 6  | Endless Breadsticks                          | 16 settembre 2007 |
| 7  | Yancy the Yo-Yo Boy                          | 23 settembre 2007 |
| 8  | More Blood, More Chocolate                   | 30 settembre 2007 |
| 9  | Celebutard Mountain                          | 7 ottobre 2007    |
| 10 | Moesha Poppins                               | 21 ottobre 2007   |
| 11 | Ban on the Fun                               | 28 ottobre 2007   |
| 12 | Losin' the Wobble                            | 4 novembre 2007   |
| 13 | Slaughterhouse on the Prairie                | 11 novembre 2007  |
| 14 | Robot Chicken's Half-Assed Christmas Special | 9 dicembre 2007   |
| 15 | Tubba-Bubba's Now Hubba-Hubba                | 1º aprile 2008    |
| 16 | Boo Cocky                                    | 7 settembre 2008  |
| 17 | Bionic Cow                                   | 14 settembre 2008 |
| 18 | Monstourage                                  | 21 settembre 2008 |
| 19 | President Evil                               | 28 settembre 2008 |
| 20 | Chirlaxx                                     | 5 ottobre 2008    |

## Werewolf vs. Unicorn
Tutte le persone uccise nel finale della seconda stagione tornano come zombi; i Difensori della Terra accettano i loro limiti; le grida in The Shouter; il Decepticon Soundwave scopre di essere datato; viene rivelato che le persone possono perdere al Gioco della vita; il governatore Arnold Schwarzenegger indaga sulla questione dell'immigrazione illegale con Speedy Gonzales e Dora l'esploratrice.

## Squaw Bury Shortcake
Il team di MythBusters affronta i miti della masturbazione; Tiny di G-Force: Guardians of Space ha bisogno di perdere peso; gli amici di Braccio di Ferro intervengono sulla sua dipendenza dagli spinaci; Godzilla porta una recluta per un giorno di allenamento; Tablesmasher tenta di sconfiggere The Council of Evil Tables; Harry Callaghan ha a che fare con un punk che si sente fortunato; dopo il pensionamento, Bob Barker si occupa personalmente della sterilizzazione.

## Rabbits on a Roller Coaster
Randy si traveste da Power Ranger Rosa e sperimenta la morte in The Worst Halloween; l'equipaggio di Battlestar Galactica sconfigge la minaccia FCC; viene mostrato come Dick Tracy si è guadagnato il suo nome; la nuova avventura di Turbo Teen; Matt Tracker di M.A.S.K. si sposa.

## Tapping a Hero
Il cast di Law & Order se fosse composto interamente da polli; il presidente George W. Bush riceve un gremlin; "33 anni vergine" con protagonista Gesù Cristo; l'orso Smokey spiega come ha ottenuto il suo nome; Stan Lee e Pamela Anderson rivelano i pettegolezzi sui supereroi in Superheroes Tonight.

## Shoe
Ted Kennedy e Jenna Jameson sfidano le celebrità tra politica e porno; Link vorrebbe una ricompensa dalla principessa Zelda; le compagnie aeree Homeless prendono il volo; il team SWAT ferma Sonic per eccesso di velocità, viene mostrato cosa è successo al Micro Machines Man; l'ultimo complotto di Skeletor per distruggere Eternia e He-Man.

## Endless Breadsticks
Un uomo di colore in un film indossa una pancia finta; Big Jim cerca di segnare; il gatto col cappello se la cava con l'animale domestico di famiglia; Doug racconta la sua vita; dopo che Snarf lo ha preso a calci, Mumm-Ra vede la sua possibilità di distruggere i ThunderCats come nuova tata di Lion-O.

## Yancy the Yo-Yo Boy
I dinosauri affrontano il loro Armageddon; Barbie e Yasmin (delle Bratz) si scontrano su MTV's Exposed; viene mostrato cosa succede il martedì quando Wimpy deve pagare i suoi hamburger; il più grande eroe americano e il più grande secchione americano; si scopre come la ricchezza infinita ha influenzato l'adolescenza di Richie Rich.

## More Blood, More Chocolate
Un'invasione aliena non va come previsto; una casa infestata con il fantasma più strano di sempre; Bob aggiustatutto sistema i conti con i sindacati; "Inside the Battlefield" rivisita la battaglia tra i G.I. Joe e Cobra per il Weather Dominator, vent'anni dopo.

## Celebutard Mountain
Il vincitore di un concorso per la PlayStation 3 ottiene il suo premio; Mister Rogers sta diventando giapponese; Spawn affronta il diavolo con la sua unica vera abilità: burlarsi degli altri; Fonzie si prende cura di Chachi in The Pursuit of Happy Days; i piedi di Iron Man diventano la sua più grande debolezza. La Top 100 Final Episodes di VH1 presenta la fine di Mork & Mindy, The Love Boat e altri.

## Moesha Poppins
Lando Calrissian de L'Impero colpisce ancora ha condotto il gruppo in una trappola; nello spirito di 300 arriva 1776; Michael Moore scopre cosa è successo ai giocattoli delle ragazze del passato.

## Ban on the Fun
Maytag Man sacrifica la sua vita; Crystar viene fumato; Thelma e Louise rimpiangono le loro tendenze suicide; la vita del Maytag Repairman è raccapricciante; i personaggi de L'olimpiade della risata affrontano "le partite più oscure di sempre".

## Losin' the Wobble
Kool-Aid Man placa la sete; viene raccontato il mistero del perché i genitori di Encyclopedia Brown non vanno d'accordo; Wonder Woman rivela il suo acerrimo nemico; le celebrità alcolizzatesi rivelano essere alieni simili a rettili, in riferimento alla miniserie di fantascienza V - Visitors.

## Slaughterhouse on the Prairie
She-Ra non riesce ad avere un momento di pace poiché Etheria è costantemente sotto attacco mentre soffre di dolori mestruali; una parodia di Grease - Brillantina; The Magic Garden rivela che la scatola della storia contiene una storia biblica indimenticabile; i Lego riproducono Babel; Il villaggio dei Puffi è devastato da un uragano.

## Robot Chicken's Half-Assed Christmas Special
L'Elfo Hermey non sa fare il dentista; il nerd è rinchiuso in un armadietto, raggiungendo la terra magica di Narnia.

## Tubba-Bubba's Now Hubba-Hubba
I Superamici lasciano il posto ai Super Pets; una parodia con Carmen Sandiego; Pac-Man scopre di aver vissuto in Matrix; la versione automobile di Voltron arriva in soccorso; i Cenobiti sono ospiti speciali in Girls Gone Wild; 24 si concentra sulle ore notturne mentre Drac abbatte i terroristi.

## Boo Cocky
Conan il Barbaro dice "cosa è meglio nella vita" con una canzone; i nerd scoprono che la vendetta ha un prezzo; Jenna Bush scambia la crisi petrolifera con la crisi del mais; i ragazzi di Bayside School incontrano Jigsaw di Saw - L'enigmista; i Borg seguono l'Enterprise fino al suo nascondiglio.

## Bionic Cow
Sylar ottiene un nuovo potere in una parodia di Heroes; il dietro le quinte di Excitebike; Mr. Magoo si sottopone a un intervento chirurgico agli occhi con il laser; Tarzan scopre che non tutto ciò che gli umani possono insegnargli è buono come il seno di Jane Porter; quando Paris Hilton è rimasta bloccata in prigione, è toccato a Nicole Richie organizzare un'evasione.

## Monstourage
Vic Mackey di The Shield cambia posto con Cosa dei Fantastici Quattro; i cowboy se la passano male durante il rientro del bestiame; Bronson Pinchot e Ludacris recitano nella produzione off-Broadway Don't Be Ridiculous; Fraggle Rock incontra La collina dei conigli quando i Fraggle sono costretti a lasciare la loro casa, portandoli a una disperata caccia alla sopravvivenza.

## President Evil
Degli scavatori hanno scavato la loro tomba con lo stile di Dig Dug; una commedia criminale intitolata Ocean's Thirty-Eight; il governo cerca di contenere un focolaio di pidocchi;  a degli adolescenti vengono mostrati dei trailer di film, tuttavia non guardano lo schermo.

## Chirlaxx
L'ultimo spot pubblicitario giapponese per una crema contro l'infezione del lievito presenta una nota celebrità; i nemici dell'America sono in fuga mentre il presidente George W. Bush si trasforma in Capitano Texas; Sir Mix-a-Lot sa di cosa ha bisogno Re Artù; un Glo Worm salva la giornata quando si verifica un blackout; una dedica ai personaggi uccisi durante la serie.